# Centro (Santa Maria)
Pour les articles homonymes, voir Centro.
Centro est un quartier de la ville brésilienne de Santa Maria, Rio Grande do Sul. Le quartier est situé dans district de Sede.

## Vilas
Le quartier possède les vilas suivantes : Astrogildo de Azevedo A, Astrogildo de Azevedo B, Centro, Parque Centenário, Parque Itaimbé, Rizzato Irmãos, Vila Belga, Vila Crispim Pereira, Vila Felipe de Oliveira, Vila José Azenha, Vila José Moraes, Vila Major Duarte, Vila Zulmira;

## Galerie

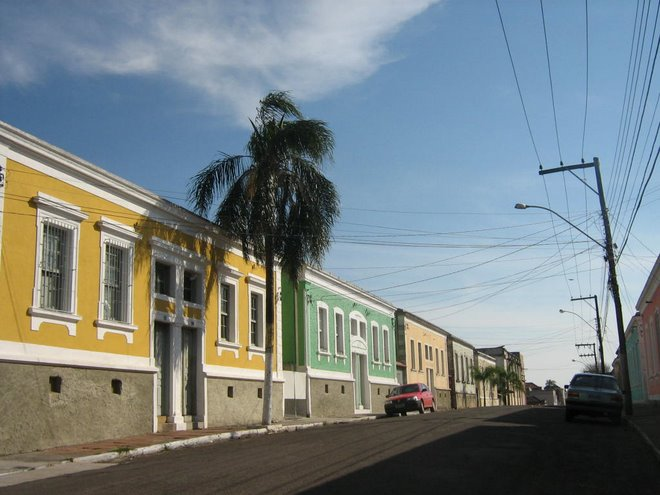
Vila Belga.
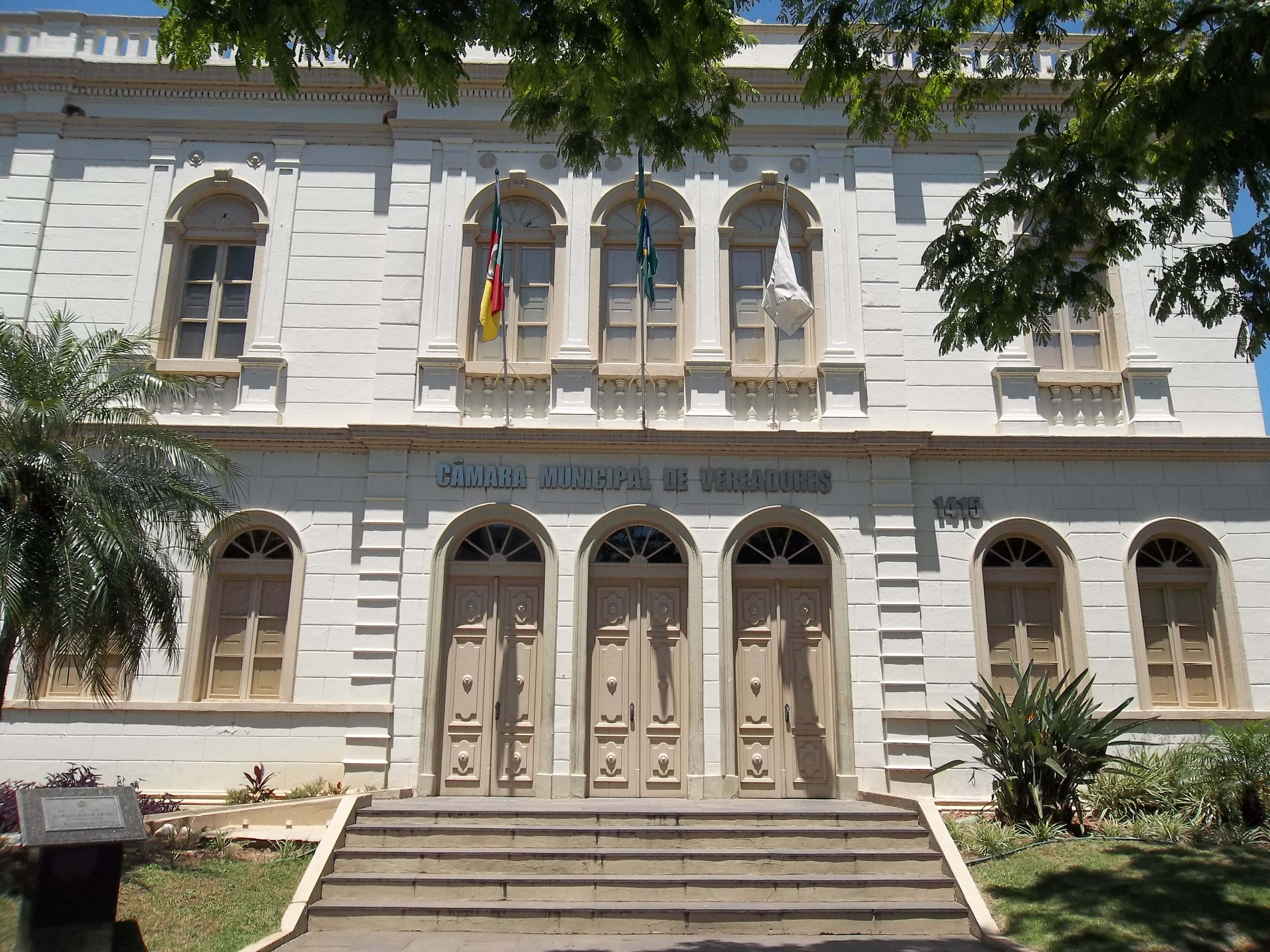
Mairie de Santa Maria.
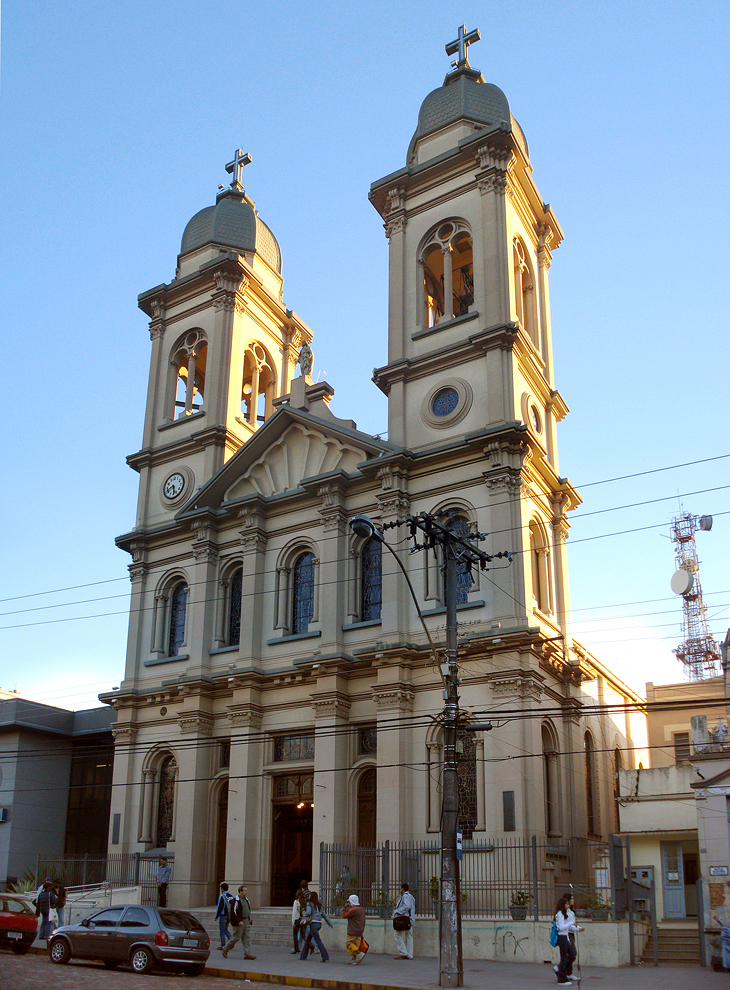
La cathédrale.
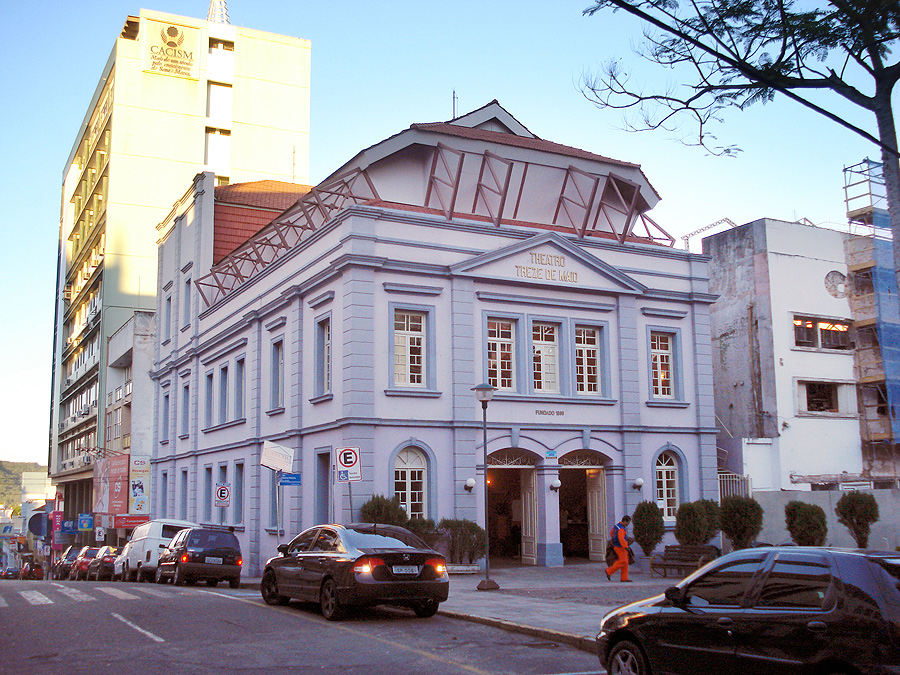
Le théâtre du Treize Mai.
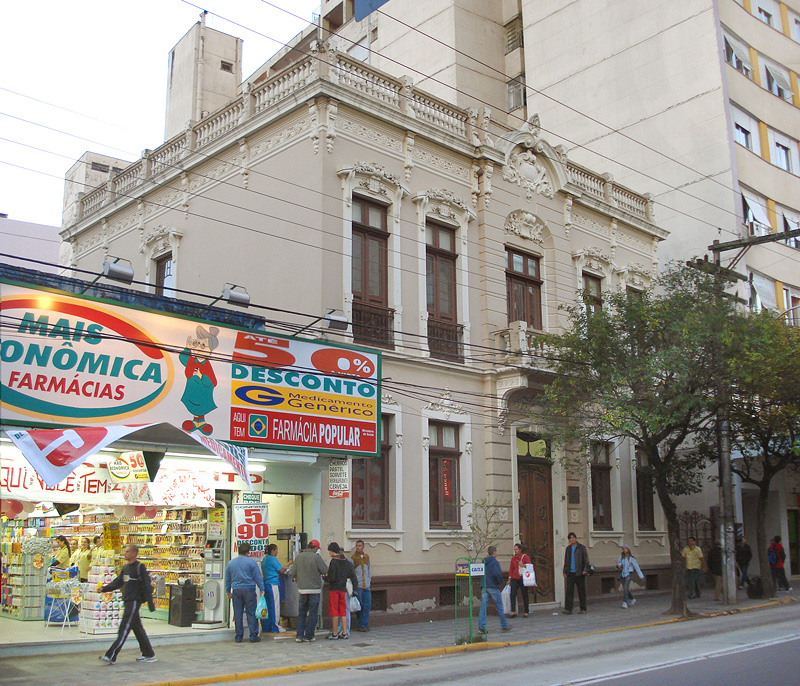
Le musée Gama d'Eça.
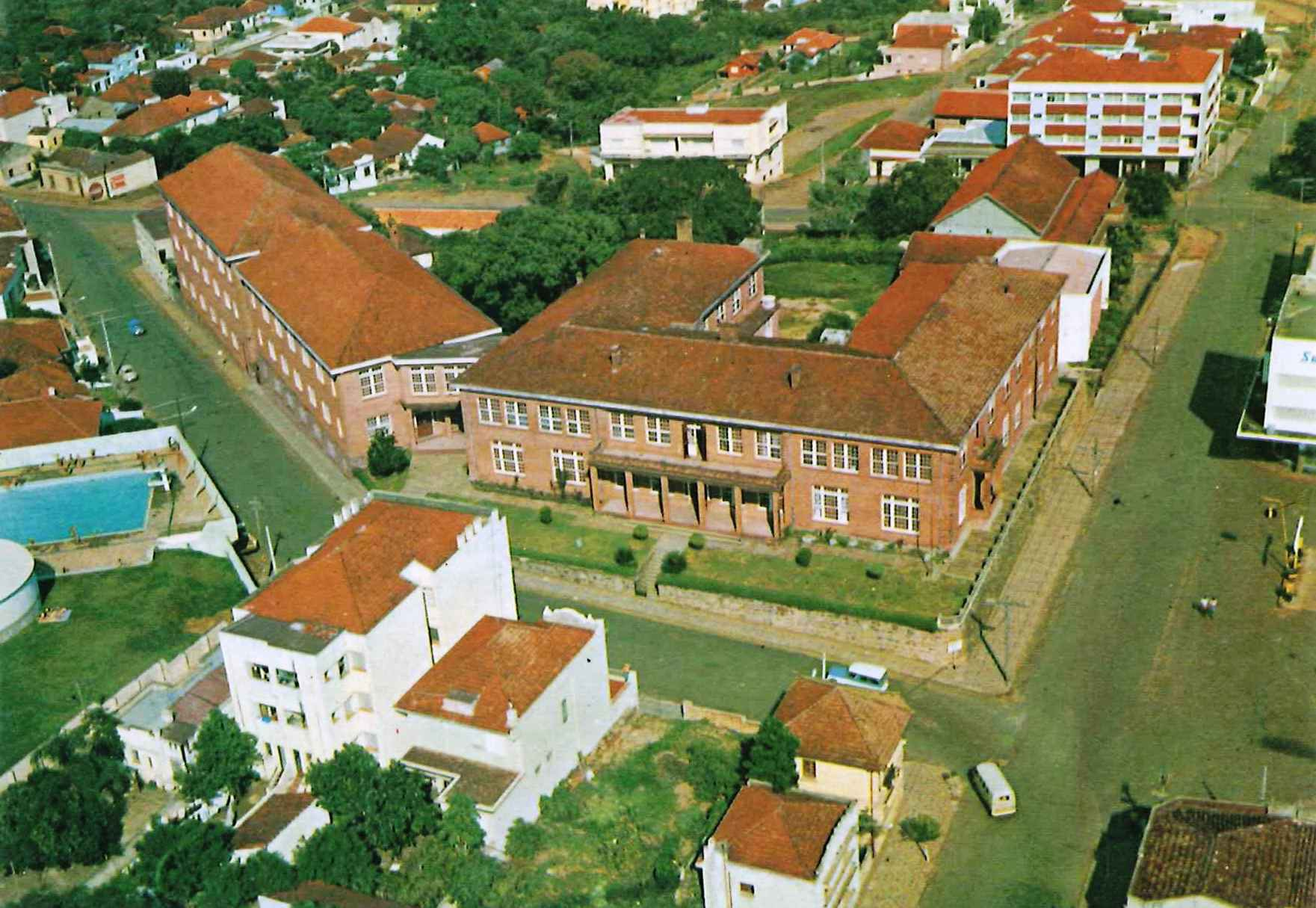
Le collège Centenaire dans les années 1970.
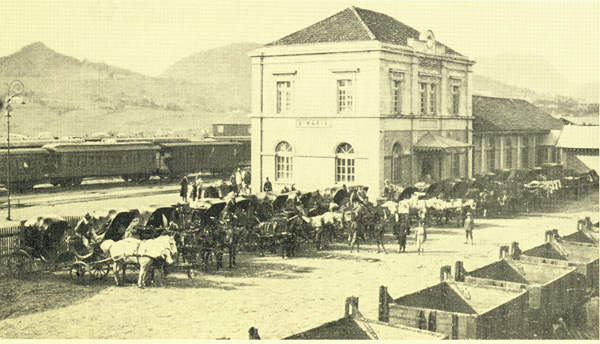
La gare ferroviaire de Santa Maria en 1914.

## Source
- (pt) Cet article est partiellement ou en totalité issu de l’article de Wikipédia en portugais intitulé « Centro (Santa Maria) » (voir la liste des auteurs).